# Justin Tambozi
Justin Tambozi (n. 3 martie 1939) este un fost senator român în legislatura 1996-2000, ales în județul Călărași pe listele PUNR. Justin Tambozi a fost validat ca senator pe 19 dembrie 1996 și l-a înlocuit senatorul Dumitru Păun. Justin Tambozi a devenit senator neafiliat din septembrie 1999. Justin Tambozi a fost membru în comisia pentru apărare, ordine publică și siguranță națională (din oct. 1998) și în comisia pentru cultură, artă și mijloace de informare în masă (din mar. 1997).   